# La Estancia, Yahualica de González Gallo
La Estancia är en ort i Mexiko.   Den ligger i kommunen Yahualica de González Gallo och delstaten Jalisco, i den centrala delen av landet, 400 km väster om huvudstaden Mexico City. La Estancia ligger 1 701 meter över havet och antalet invånare är 131.
Terrängen runt La Estancia är huvudsakligen kuperad, men åt nordväst är den platt. Runt La Estancia är det ganska tätbefolkat, med 67 invånare per kvadratkilometer. Närmaste större samhälle är Yahualica de González Gallo, 15,4 km norr om La Estancia. I omgivningarna runt La Estancia växer huvudsakligen savannskog.